# Maria Amalia d'Asburgo-Lorena (1780-1798)
Maria Amalia d'Asburgo-Lorena, nome completo Maria Amalia Josephe Johanna Katharina Theresia (Firenze, 15 ottobre 1780 – Vienna, 25 dicembre 1798), arciduchessa d'Austria, era figlia del granduca di Toscana Pietro Leopoldo (in seguito imperatore Leopoldo II) e di sua moglie Maria Luisa di Borbone-Spagna.

## Biografia

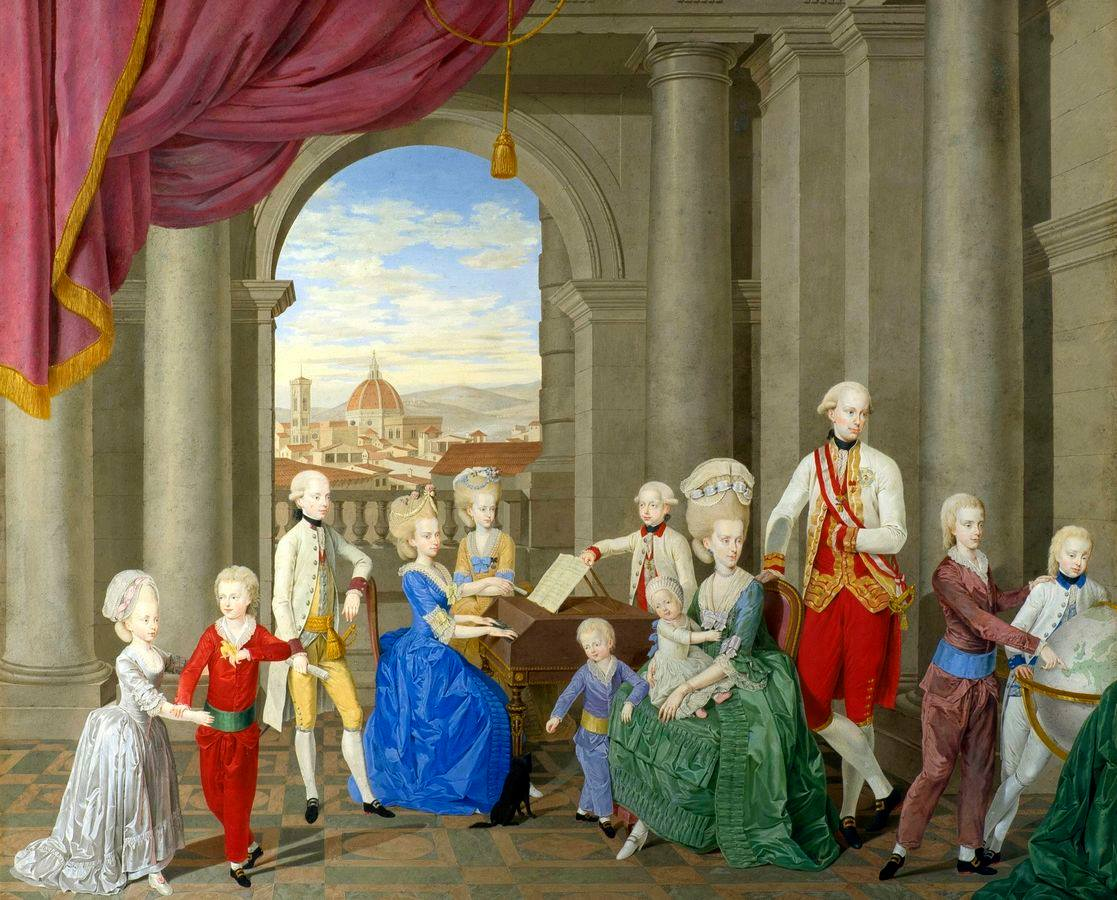
La famiglia del granduca Pietro Leopoldo. Dipinto di William Berczy, 1781 circa.

Maria Amalia era la figlia dell'imperatore Leopoldo II e di sua moglie Maria Ludovica di Borbone-Spagna. Maria Amalia nacque a Firenze, la capitale della Toscana, dove suo padre regnò come Granduca di Toscana dal 1765 al 1790. Maria Amalia era la dodicesima figlia di sedici. Suo padre era il figlio dell'imperatrice Maria Teresa d'Austria, che morì pochi mesi dopo la nascita dell'arciduchessa e sua madre la figlia di Carlo III di Spagna e di Maria Amalia di Sassonia. I suoi padrini erano il cugino di sua madre, Ferdinando I di Borbone, duca di Parma e sua moglie Maria Amalia d'Asburgo-Lorena sorella di suo padre.

### Infanzia
Nonostante gli alti natali, ebbe un'infanzia felice circondata dai suoi molti fratelli, ricevendo un'educazione molto diversa da quella che si era soliti dare ai bambini reali dell'epoca. Furono in realtà cresciuti dai loro genitori, piuttosto che da un seguito di domestici, erano in gran parte tenuti lontani da ogni cerimoniale della vita di corte e veniva insegnato loro a vivere in modo semplice, genuino e modesto.

### Morte
Dama dell'Ordine della Croce Stellata, morì in giovane età, a soli diciotto anni. È sepolta nella Cripta Imperiale di Vienna, mentre il suo cuore è conservato nell'Herzgruft nella Augustinerkirche.

## Ascendenza
|                                  |                     |                                               | Genitori                                     |  |  | Nonni |  |  | Bisnonni           |  |  | Trisnonni         |  |
|                                  |                     |                                               |                                              |  |  |       |  |  | Leopoldo di Lorena |  |  | Carlo V di Lorena |  |
|                                  |                     |                                               |                                              |  |  |       |  |  | Leopoldo di Lorena |  |  | Carlo V di Lorena |  |
|                                  |                     | Eleonora Maria Giuseppina d'Austria           |                                              |  |  |       |  |  | Leopoldo di Lorena |  |  |                   |  |
| Francesco I di Lorena            |                     |                                               |                                              |  |  |       |  |  | Leopoldo di Lorena |  |  |                   |  |
|                                  |                     | Elisabetta Carlotta di Borbone-Orléans        | Filippo I di Borbone-Orléans                 |  |  |       |  |  |                    |  |  |                   |  |
|                                  |                     | Elisabetta Carlotta di Borbone-Orléans        | Filippo I di Borbone-Orléans                 |  |  |       |  |  |                    |  |  |                   |  |
|                                  |                     | Elisabetta Carlotta di Borbone-Orléans        | Elisabetta Carlotta del Palatinato           |  |  |       |  |  |                    |  |  |                   |  |
| Leopoldo II d'Asburgo-Lorena     |                     | Elisabetta Carlotta di Borbone-Orléans        |                                              |  |  |       |  |  |                    |  |  |                   |  |
|                                  |                     | Carlo VI d'Asburgo                            | Leopoldo I d'Asburgo                         |  |  |       |  |  |                    |  |  |                   |  |
|                                  |                     | Carlo VI d'Asburgo                            | Leopoldo I d'Asburgo                         |  |  |       |  |  |                    |  |  |                   |  |
|                                  |                     | Carlo VI d'Asburgo                            | Eleonora del Palatinato-Neuburg              |  |  |       |  |  |                    |  |  |                   |  |
| Maria Teresa d'Austria           |                     | Carlo VI d'Asburgo                            |                                              |  |  |       |  |  |                    |  |  |                   |  |
|                                  |                     | Elisabetta Cristina di Brunswick-Wolfenbüttel | Luigi Rodolfo di Brunswick-Lüneburg          |  |  |       |  |  |                    |  |  |                   |  |
|                                  |                     | Elisabetta Cristina di Brunswick-Wolfenbüttel | Luigi Rodolfo di Brunswick-Lüneburg          |  |  |       |  |  |                    |  |  |                   |  |
|                                  |                     | Elisabetta Cristina di Brunswick-Wolfenbüttel | Cristina Luisa di Oettingen-Oettingen        |  |  |       |  |  |                    |  |  |                   |  |
| Maria Amalia d'Asburgo-Lorena    |                     | Elisabetta Cristina di Brunswick-Wolfenbüttel |                                              |  |  |       |  |  |                    |  |  |                   |  |
|                                  | Filippo V di Spagna | Luigi, il Gran Delfino                        |                                              |  |  |       |  |  |                    |  |  |                   |  |
|                                  | Filippo V di Spagna | Luigi, il Gran Delfino                        |                                              |  |  |       |  |  |                    |  |  |                   |  |
|                                  | Filippo V di Spagna | Maria Anna di Baviera                         |                                              |  |  |       |  |  |                    |  |  |                   |  |
| Carlo III di Spagna              | Filippo V di Spagna |                                               |                                              |  |  |       |  |  |                    |  |  |                   |  |
|                                  |                     | Elisabetta Farnese                            | Odoardo II Farnese                           |  |  |       |  |  |                    |  |  |                   |  |
|                                  |                     | Elisabetta Farnese                            | Odoardo II Farnese                           |  |  |       |  |  |                    |  |  |                   |  |
|                                  |                     | Elisabetta Farnese                            | Dorotea Sofia di Neuburg                     |  |  |       |  |  |                    |  |  |                   |  |
| Maria Ludovica di Borbone-Spagna |                     | Elisabetta Farnese                            |                                              |  |  |       |  |  |                    |  |  |                   |  |
|                                  |                     | Augusto III di Polonia                        | Augusto II di Polonia                        |  |  |       |  |  |                    |  |  |                   |  |
|                                  |                     | Augusto III di Polonia                        | Augusto II di Polonia                        |  |  |       |  |  |                    |  |  |                   |  |
|                                  |                     | Augusto III di Polonia                        | Cristiana Eberardina di Brandeburgo-Bayreuth |  |  |       |  |  |                    |  |  |                   |  |
| Maria Amalia di Sassonia         |                     | Augusto III di Polonia                        |                                              |  |  |       |  |  |                    |  |  |                   |  |
|                                  |                     | Maria Giuseppa d'Austria                      | Giuseppe I d'Asburgo                         |  |  |       |  |  |                    |  |  |                   |  |
|                                  |                     | Maria Giuseppa d'Austria                      | Giuseppe I d'Asburgo                         |  |  |       |  |  |                    |  |  |                   |  |
|                                  |                     | Maria Giuseppa d'Austria                      | Guglielmina Amalia di Brunswick-Lüneburg     |  |  |       |  |  |                    |  |  |                   |  |
|                                  |                     | Maria Giuseppa d'Austria                      |                                              |  |  |       |  |  |                    |  |  |                   |  |

## Titoli, trattamento, onorificenze e stemma

### Titoli e trattamento
- 15 ottobre 1780 - 20 febbraio 1790: Sua Altezza Reale l'Arciduchessa Maria Anna d'Austria, principessa di Toscana
- 20 febbraio 1790 - 25 dicembre 1798: Sua Altezza Reale l'Arciduchessa Maria Anna d'Austria, principessa reale d'Ungheria e Boemia